# Combate de Motupe
El combate de Motupe fue un hecho de armas sucedido el 10 de octubre de 1881, en el marco de la campaña de la Breña. Se enfrentaron unos 200 guerrilleros peruanos al mando de Soberon contra unos 130 soldados chilenos dirigidos por Eulogio Villareal.

## Antecedentes
En 1881, el ejército chileno llegó a Lambayeque. Los chiclayanos y lambayecanos deciden unir fuerzas para enfrentarlos. Forman 2 batallones de infantería al mando de Juan del Carmen Gálvez y Santiago Carranza, los cuales participaron en las batallas de San Juan y Miraflores.
La actividad de la resistencia se dejaba sentir en los pueblos del departamento, coordinaban acciones con las de Piura, Cajamarca y La Libertad, sobre todo con la del chotano José Manuel Becerra.
Los chiclayanos se amotinaron por el cobro de contribución personal. Los chilenos convenientemente instalados, procedieron a imponer cupos y exigir que los pobladores paguen la manutención de las tropas de ocupación, tema que fue abordado por las autoridades locales nombradas en reemplazo de las que fugaron fuera de su circunscripción.

## El combate
El mayor de nacionalidad chilena Eulogio Villarreal fue enviado hacia el norte al mando de 130 soldados con la finalidad de reunir información de los pueblos y buscar soldados. De regreso y cerca del pueblo de Motupe fueron atacados por la resistencia lambayecana que dirigía el patriota Soberon, compuesta por 200 hombres armados con fusiles, machetes y puñales obligaron a retirarse a los chilenos, quienes al verse superados se dirigieron hacia Lambayeque.